# 생일 공격
생일 공격(birthday attack)은 암호학적 해시 함수의 해시 충돌을 찾아내는 암호해독 공격으로, 생일 문제의 확률적 결과를 기반으로 한다.
생일 문제에 따르면 해시 함수의 입력값을 다양하게 할수록 해시 값이 같은 두 입력값을 발견할 확률은 빠르게 증가한다.
따라서 모든 값을 대입하지 않고도 해시 충돌을 찾아낼 확률을 충분히 크게 만들 수 있다.

## 이론
{\displaystyle H}가지의 값을 가지는 암호학적 해시 함수 {\displaystyle f(x)}에 대해, {\displaystyle f(x_{1})=f(x_{2})}이고 {\displaystyle x_{1}}≠{\displaystyle x_{2}}인 두 입력값 {\displaystyle x_{1},x_{2}}를 찾는 것이 해시 충돌의 목표이다.
이를 찾기 위해서 {\displaystyle n}가지의 입력값을 임의로 선택한 후 해시 값을 비교한다고 할 때, 해시 충돌을 찾을 확률은 다음과 같다.
{\displaystyle p(n;H)\approx 1-e^{-n(n-1)/(2H)}\approx 1-e^{-n^{2}/(2H)}}
{\displaystyle n(p;H)}를 해시 충돌을 찾을 확률이 {\displaystyle p} 이상이기 위한 입력값의 가짓수라고 하면 {\displaystyle p(n;H)}의 식에서부터 다음의 값이 유도된다.
{\displaystyle n(p;H)\approx {\sqrt {2H\ln {\frac {1}{1-p}}}}}
여기에서 {\displaystyle p=0.5}로 두면 {\displaystyle n(0.5;H)\approx 1.1774{\sqrt {H}}}를 얻는다.
해시 충돌을 찾을 때까지 여러 입력값을 대입하여 계산할 경우, 계산 횟수의 기댓값은 다음과 같다.
{\displaystyle Q(H)\approx {\sqrt {{\frac {\pi }{2}}H}}}
따라서, {\displaystyle k}비트 해시 함수의 충돌을 발견하기 위해서는 평균적으로 {\displaystyle {\sqrt {{\frac {\pi }{2}}2^{k}}}}가지의 입력값만 조사하면 되며,
이것은 모든 가능한 가짓수가 {\displaystyle 2^{k}}인 것에 비교하여 차수를 크게 감소한 것이다.

## 같이 보기
- 충돌 공격